# NGC 3285A
NGC 3285A في الفهرس العام الجديد، هي مجرة، تقع في كوكبة الشجاع. اكتشفت بواسطة جون هيرشل.

## روابط خارجية
- NGC 3285A على موقع ويكي سكاي: DSS2, SDSS, GALEX, IRAS, Hydrogen α, X-Ray, Astrophoto, Sky Map, Articles and images